# Öjervik

Öjervik är en herrgård och by i Sunne socken i Sunne kommun belägen vid den västra stranden av Fryken, 3 kilometer söder om Rottneros och strax sydost om  Södra Såneby.